# Therese von Lisieux

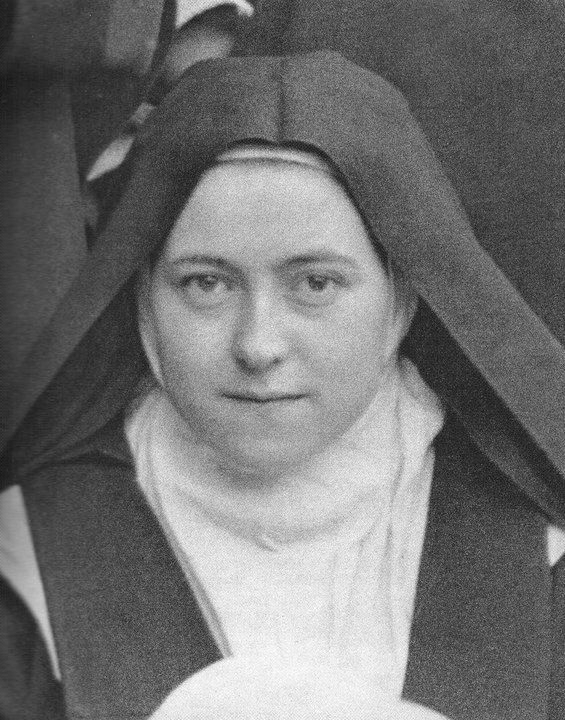
Thérèse von Lisieux (1894)

Thérèse von Lisieux, Geburtsname Marie-Françoise-Thérèse Martin (* 2. Januar 1873 in Alençon, Frankreich; † 30. September 1897 in Lisieux, Frankreich), Ordensname Thérèse de l’Enfant Jésus et de la Sainte Face (Theresia vom Kinde Jesus und vom heiligen Antlitz), war eine französische Unbeschuhte Karmelitin. Sie wird in der römisch-katholischen Kirche als Heilige und Kirchenlehrerin verehrt. Ihre Eltern Zélie und Louis Martin wurden 2015 ebenfalls heiliggesprochen, für ihre Schwester Léonie wurde im selben Jahr der Seligsprechungsprozess eröffnet.

## Leben

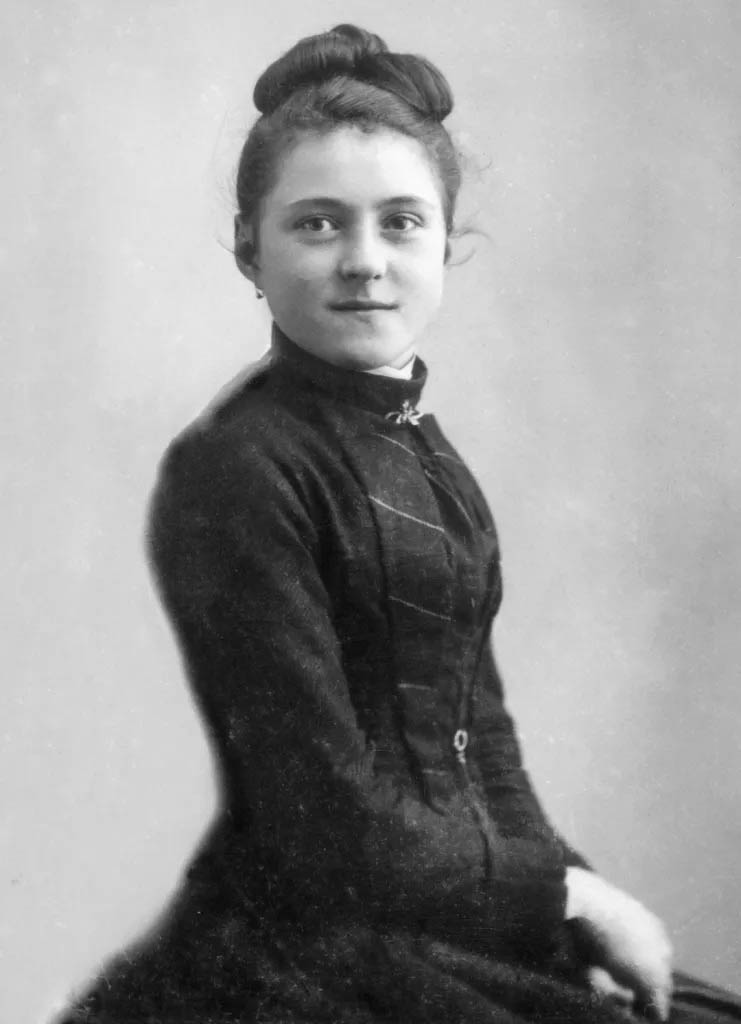
Thérèse im Alter von 15 Jahren, kurz vor ihrem Eintritt in den Karmel

Thérèse wurde als jüngstes von neun Kindern von Zélie und Louis Martin als Marie-Françoise-Thérèse Martin geboren. Die Mutter starb, als Thérèse erst vier Jahre alt war, woraufhin der Vater im Zuge seines Ruhestands nach Lisieux umzog. Thérèse wurde von den Schwestern sehr verwöhnt, wuchs als launisches Mädchen auf und erhielt Privatunterricht. Die Familie war durch die verstorbene Mutter jansenistisch geprägt.
Um Weihnachten 1886 veränderte sich das Verhalten der gerade Vierzehnjährigen: Sie legte ihr kindisches Verhalten ab, erschien reifer und gewissenhaft und strebte bald darauf wie zwei ihrer älteren Schwestern nach Mitgliedschaft im Karmeliter-Orden von Lisieux. Als Fünfzehnjährige stellte sie, von ihrer Familie unterstützt, entsprechende Aufnahmegesuche. Diese wurden jedoch mehrfach abgelehnt, zum einen wegen ihres jugendlichen Alters, zum anderen wegen der Mitgliedschaft ihrer leiblichen Schwestern im Konvent von Lisieux. Erst nachdem Bischof Flavien Hugonin, der Bischof von Bayeux, eine Dispens gewährt hatte, folgte sie ihren Schwestern Pauline und Marie in den Karmel von Lisieux. Als Ordensnamen wählte sie Thérèse de l’Enfant Jésus (Thérèse vom Kinde Jesus), am 10. Januar 1889 fügte Thérèse diesem noch das Attribut et de la Sainte Face („und vom Heiligen Antlitz“) hinzu. Am 9. Juni 1895, bei der Heiligen Messe zum Dreifaltigkeitsfest, weihte sie sich „der barmherzigen Liebe Gottes“.
Umgeben war Thérèse im Kloster, mit Ausnahme ihrer zwei Schwestern, ausschließlich von älteren Frauen. Die zwei führenden, konkurrierenden Nonnen des Klosters, Marie de Gonzague (1834–1904) und Agnes de Jésus (Thérèses ältere Schwester), übernahmen die Betreuung der Novizin. Thérèse widersetzte sich dem Druck, sich einer der beiden Mitschwestern anzuschließen, sondern verfolgte eigenständige theologische Studien und verstörte damit auch ihre Konventsschwestern, die andere Glaubensvorstellungen hatten.
Thérèse sah ihren Lebensweg als einen Weg der Hingabe an Gott und die Mitmenschen, die sich gerade in den kleinen Gesten des Alltags äußere (ihr sogenannter „kleiner Weg“ der Liebe). Ihr eigenes Leben als Ordensfrau lebte sie in strenger Klausur. Dabei blieb ihr die Erfahrung der Gottesferne nicht erspart. In ihrem letzten Lebensjahr schrieb sie in ihr Tagebuch, dass, wenn sie an Gott denke, nur Finsternis sie umgebe, die das Herz ermüde.
Thérèse gilt als erste Frau in der katholischen Kirche, die offen bekannte, dass sie sich zum Priestertum berufen gefühlt hatte. So schreibt Thérèse in ihrer Autobiographie: „Ich entdeckte in mir die Berufung zum Priester.“ Weiter schildert Thérèse, dass sie nach langem Ringen mit ihrem Verlangen, Priester zu sein, das von ihr als Gegensatz empfunden wurde, ihren Platz in der Kirche gefunden habe: „O Jesus, meine Liebe … Endlich habe ich meine Berufung gefunden. Meine Berufung ist die Liebe!“
Im Jahr 1897 starb Thérèse nach einer Tuberkuloseerkrankung im Alter von 24 Jahren.

## Verehrung

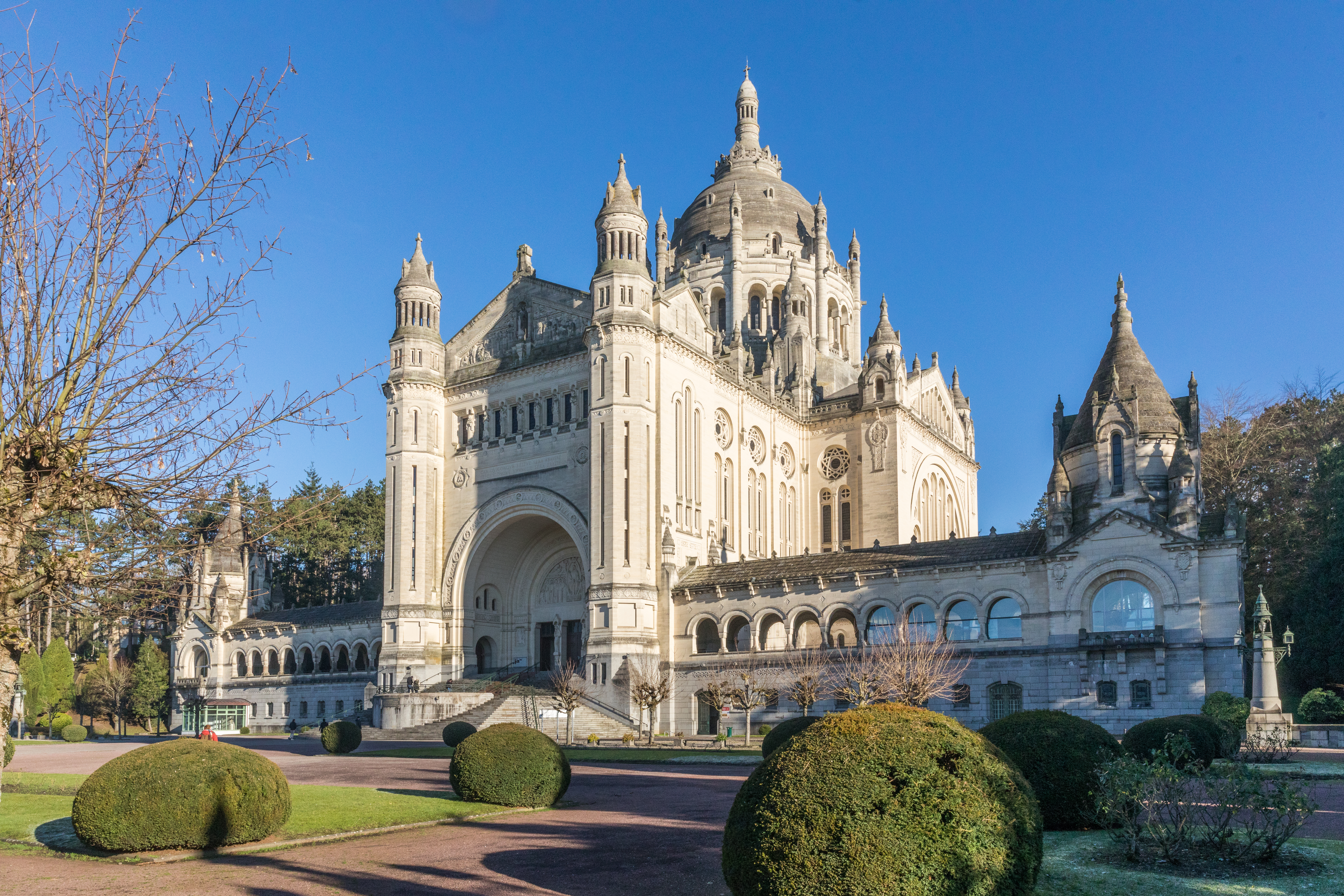
Basilika Sainte-Thérèse in Lisieux

Nach ihrem Tod verbreitete sich ihr Ruf als Heilige, weil ihr Menschen Gebetserhörungen von Fürbittengebeten zuschrieben. Ihre Lebensgeschichte, die sie auf Anordnung von Priorin Marie de Gonzagues niedergeschrieben hatte, wurde unter dem Titel Histoire d’une âme („Geschichte einer Seele“) ein Jahr nach ihrem Tod veröffentlicht. Für diese Veröffentlichung nahmen die Mitschwestern zum Teil erhebliche Änderungen vor; die unredigierten Manuskripte wurden 1956 als Faksimile und 1957 in einer kritischen Ausgabe veröffentlicht.
Schon am 29. April 1923 wurde Thérèse von Lisieux selig- und am 17. Mai 1925 heiliggesprochen; in beiden Fällen von Papst Pius XI. Der Prozess zur Seligsprechung war im Jahre 1914 durch die Ritenkongregation eingeleitet worden. Papst Pius XI. erklärte sie am 14. Dezember 1927 neben dem hl. Franz Xaver auch zur Patronin der Weltmission. Die katholische Kirche feiert ihren Gedenktag am 1. Oktober. Am 19. Oktober 1997 wurde Thérèse von Lisieux von Papst Johannes Paul II. als dritte Frau nach Katharina von Siena und Teresa von Ávila in der Kreis der über 30 Kirchenlehrer erhoben. Zur Unterscheidung von Teresa von Ávila wird sie in der römisch-katholischen Kirche manchmal als die „kleine heilige Theresia“ bezeichnet.
Die der hl. Thérèse geweihte Basilika Sainte-Thérèse in Lisieux ist jährlich Ziel von zahlreichen Pilgern. Im Jahr 2014 waren es rund 635.000. Seit den 1990er-Jahren ist ein Reliquienschrein der kleinen heiligen Thérèse auf einer Reise um die Welt, um Menschen, denen es nicht möglich sei, nach Lisieux zu reisen, Gelegenheit zur Verehrung zu geben.
Am 19. Oktober 2008 wurden ihre Eltern Louis und Zélie Martin in der Basilika der hl. Thérèse in Lisieux seliggesprochen und am 19. Oktober 2015 in Rom von Papst Franziskus heiliggesprochen.
Thérèse von Lisieux hielt Barmherzigkeit für diejenige Eigenschaft Gottes, die der menschlichen Armut entspreche. Ihr Wunsch, sogar die Sünder zu lieben, würde auf diese Weise von Gott erfüllt.
Der deutsche Theologe Andreas Wollbold sieht in Thérèse von Lisieux eine hochbegabte, kühne Frau, die ihrer Zeit voraus gewesen sei. Darum sei sie immer wieder missverstanden worden, so als habe sie eine andere Lehre entwickelt: „Man sagt von ihr, sie habe anstelle des Bildes vom gerechten Gott das des barmherzigen Vaters gesetzt, an die Stelle der Leistung das blinde Vertrauen, an die Stelle von Sünde, Umkehr und Streben nach Vollkommenheit das einfache Sich-Lieben-Lassen. Wenn das so wäre, wäre mit ihr der Quietismus wieder auferstanden, also eine mächtige, gegen Ende des 17. Jahrhunderts verbreitete Strömung einer Mystik ohne Askese und eigenes Bemühen.“ Sie hat nach Wollbold vielmehr der Spiritualität mit Vertrauen und Liebe eine neue Mitte gegeben.
Der tschechische Theologe Tomáš Halík hebt in seinem Buch Geduld mit Gott die Leere hervor, die Thérèse kurz vor ihrem Tod erfahren habe: „Ich glaube nicht mehr an das ewige Leben: mir scheint, dass auf dieses sterbliche Leben nichts folgt.“ Halík bringt dies in Verbindung mit Jesu Aufschrei am Kreuz: „Warum hast du mich verlassen?“ Thérèse habe im Angesicht des Todes ihren Glauben verloren, nur ihre Fähigkeit zur Liebe sei ihr bis zum Ende geblieben.

## Patrozinien
In Wien steht die ihr geweihte Pfarr- und Wallfahrtskirche zur Heiligen Theresia vom Kinde Jesu, in Innsbruck die Theresienkirche, in Berlin die Kirche St. Theresia vom Kinde Jesu, in Hamburg-Altona die St.-Theresien-Kirche, in Stuttgart-Weilimdorf die Sankt Theresia vom Kinde Jesu, in Friesenberg St. Theresia und in Mannheim-Pfingstberg St. Theresia. In Bruckberg (Niederbayern) gibt es die katholische Kindertagesstätte Hl. Theresia vom Kinde Jesu. In Erlangen gibt es im Ortsteil Sieglitzhof die katholische Pfarrkirche St. Theresia, in Ahlten eine weitere der Heiligen geweihte Kirche. Auch die Kirche St. Josef und St. Theresia vom Kinde Jesu in Weferlingen untersteht dem Patrozinium der heiligen Therese. In Kaiserslautern wurden 1994 Kirche und Pfarrzentrum der heiligen Thérèse geweiht.
Die albanische Missionarin Anjezë Gonxha Bojaxhiu erhielt zur Einkleidung 1929 den Ordensnamen Mary Teresa nach der kleinen heiligen Thérèse und wurde später unter dem Namen „Mutter Teresa“ bekannt.
Die Kirchen St. Theresia vom Kinde Jesu (Bornum), St. Theresia vom Kinde Jesu (Cremlingen) und St. Theresia vom Kinde Jesu (Eschede), alle im Bistum Hildesheim gelegen, wurden profaniert.

## Werke
- Geschichte einer Seele. Paulinus, 2022, ISBN 978-3-7902-1999-9, S. 292.
- Ich gehe ins Leben ein. Letzte Gespräche der Heiligen von Lisieux. 5. Auflage. Johannes Verlag Leutesdorf, Leutesdorf 1998, ISBN 3-7794-0718-3.
- Therese von Lisieux (= Reihe Mystiker). Hrsg. v. Andreas Wollbold. marix, Wiesbaden 2016, ISBN 978-3-7374-1013-7.

## Filmische Rezeption
Das Leben Thérèses wurde mehrfach verfilmt:
- Geschichte einer Seele. Original: Procès au Vatican (1951). Mit France Descaut, Regie André Haguet.[18]
- Thérèse (1986). Mit Catherine Mouchet, Regie Alain Cavalier.[19] Der Film gewann 1987 mehrere Césars, unter anderem als bester Film.
- Thérèse: The Story of Saint Thérèse of Lisieux (2004). Mit Lindsay Younce, Regie Leonardo Defilippis.[20]